# پاتریک رگنو
پاتریک رگنو (انگلیسی: Patrick Regnault؛ زادهٔ ۳۱ مارس ۱۹۷۴) بازیکن فوتبال اهل فرانسه است.
از باشگاه‌هایی که در آن بازی کرده‌است می‌توان به باشگاه فوتبال سدان و باشگاه فوتبال لو مان اشاره کرد.